# Herb Ruggell

Herb Ruggell

Herb Ruggell – jeden z symboli gminy Ruggell w postaci herbu nadany przez księcia Franciszka Józefa II w 1956 roku.
Herb stanowi czerwona tarcza ze złotym kłosem zboża pośrodku i niebieską falbaną w dolnej części. Kolory czerwony i niebieski są narodowymi barwami Liechtensteinu, a złoty kłos odnosi się do rolnictwa i do walki rolników z żywiołami wylewającego Renu.